# Rifnik
Rifnik je naselje v Občini Šentjur.